# Classique mondiale de baseball 2023
Navigation
2017 2026
La Classique mondiale de baseball 2023 est la cinquième édition de cette épreuve. Elle se joue du 8 mars au 21 mars 2023. Le tournoi devait se dérouler en 2021, mais a été reporté en raison de la Pandémie de Covid-19.
Le tournoi passe de 16 à 20 équipes nationales, toutes les équipes ayant participé à l'édition 2017 se qualifiant automatiquement, plus quatre places supplémentaires lors d'un tournoi de qualification.

## Participants
Douze équipes sont invitées à participer au tour de qualification qui se dispute fin 2022 et attribue quatre places pour le tour final. Elles rejoignent les seize équipes de la dernière édition :
| Confédération      | Équipe           | Parcours                 | Participations | Meilleure performance                     |
| ------------------ | ---------------- | ------------------------ | -------------- | ----------------------------------------- |
| COPABE (Amériques) | Canada           | Qualifié automatiquement | 4              | Phase de groupes (2006, 2009, 2013, 2017) |
| COPABE (Amériques) | Colombie         | Qualifié automatiquement | 1              | Phase de groupes (2017)                   |
| COPABE (Amériques) | Cuba             | Qualifié automatiquement | 4              | (2006)                                    |
| COPABE (Amériques) | Rép. dominicaine | Qualifié automatiquement | 4              | (2013)                                    |
| COPABE (Amériques) | Mexique          | Qualifié automatiquement | 4              | Quarts de finale (2006, 2009)             |
| COPABE (Amériques) | Porto Rico       | Qualifié automatiquement | 4              | (2013, 2017)                              |
| COPABE (Amériques) | États-Unis H     | Qualifié automatiquement | 4              | (2017)                                    |
| COPABE (Amériques) | Venezuela        | Qualifié automatiquement | 4              | (2009)                                    |
| COPABE (Amériques) | Panama           | Tour qualificatif 2      | 2              | Phase de groupes (2006, 2009)             |
| COPABE (Amériques) | Nicaragua        | Tour qualificatif 2      | 0              | -                                         |
| BFA (Asie)         | Chine            | Qualifié automatiquement | 4              | Phase de groupes (2006, 2009, 2013, 2017) |
| BFA (Asie)         | Taïwan H         | Qualifié automatiquement | 4              | Quarts de finale (2013)                   |
| BFA (Asie)         | Japon H          | Qualifié automatiquement | 4              | (2006, 2009)                              |
| BFA (Asie)         | Corée du Sud     | Qualifié automatiquement | 4              | (2009)                                    |
| CEB (Europe)       | Israël           | Qualifié automatiquement | 1              | Quarts de finale (2017)                   |
| CEB (Europe)       | Italie           | Qualifié automatiquement | 4              | Quarts de finale (2013)                   |
| CEB (Europe)       | Pays-Bas         | Qualifié automatiquement | 4              | Quatrième (2013, 2017)                    |
| CEB (Europe)       | Royaume-Uni      | Tour qualificatif 1      | 0              | -                                         |
| CEB (Europe)       | Rép. tchèque     | Tour qualificatif 1      | 0              | -                                         |
| BCO (Océanie)      | Australie        | Qualifié automatiquement | 4              | Phase de groupes (2006, 2009, 2013, 2017) |

## Stade
| Groupe A Taichung Intercontinental Baseball Stadium Taichung (Capacité : 20 000) | Groupe B et Quarts de finale Tokyo Dome Tokyo (Capacité : 45 600)                          |
| Groupe C Chase Field Phoenix (Capacité : 48 686)                                 | Groupe D, Quarts de finale, Demi-finale et Finale LoanDepot Park Miami (Capacité : 36 742) |
| -------------------------------------------------------------------------------- | ------------------------------------------------------------------------------------------ |

## Composition des groupes
| Groupe A     | Groupe B          | Groupe C         | Groupe D             |
| ------------ | ----------------- | ---------------- | -------------------- |
| Taïwan H (2) | Japon H (1)       | États-Unis H (3) | Porto Rico (13)      |
| Pays-Bas (7) | Corée du Sud (4)  | Mexique (5)      | Venezuela (6)        |
| Cuba (8)     | Australie (10)    | Colombie (11)    | Rép. dominicaine (9) |
| Italie (16)  | Chine (30)        | Canada (14)      | Israël (20)          |
| Panama (12)  | Rép. tchèque (15) | Royaume-Uni (22) | Nicaragua (17)       |

## Phase de groupes
Le classement des équipes en phase de groupes est déterminé comme suit :
1. Pourcentage de victoire
2. Confrontations directes
3. Quotient le plus bas de points produits par les sorties défensives
4. Quotient le plus bas de points mérités autorisés par les sorties défensives
5. Moyenne au bâton la plus élevée
6. Tirage au sort

### Poule A
| \| # \| Nations \| J \| V \| D \| PP \| PC \| DIFF \| % \| GB \| \| - \| -------- \| - \| - \| - \| -- \| -- \| ---- \| ---- \| -- \| \| 1 \| Cuba \| 4 \| 2 \| 2 \| 25 \| 15 \| +10 \| .500 \| — \| \| 2 \| Italie \| 4 \| 2 \| 2 \| 20 \| 17 \| +3 \| .500 \| — \| \| 3 \| Pays-Bas \| 4 \| 2 \| 2 \| 13 \| 19 \| -6 \| .500 \| — \| \| 4 \| Panama \| 4 \| 2 \| 2 \| 19 \| 21 \| -2 \| .500 \| — \| \| 5 \| Taïwan H \| 4 \| 2 \| 2 \| 26 \| 31 \| -5 \| .500 \| — \| | Qualifiée pour les quarts de finale et pour la Classique mondiale de baseball 2026 Qualifiée pour la Classique mondiale de baseball 2026 |   |   |   |    |    |      |      |    |
| # | Nations | J | V | D | PP | PC | DIFF | %    | GB |
| 1 | Cuba | 4 | 2 | 2 | 25 | 15 | +10  | .500 | —  |
| 2 | Italie | 4 | 2 | 2 | 20 | 17 | +3   | .500 | —  |
| 3 | Pays-Bas | 4 | 2 | 2 | 13 | 19 | -6   | .500 | —  |
| 4 | Panama | 4 | 2 | 2 | 19 | 21 | -2   | .500 | —  |
| 5 | Taïwan H | 4 | 2 | 2 | 26 | 31 | -5   | .500 | —  |

| Date         | Heure locale | Visiteur | Score    | Hôte     | Stade            | Temps de jeu | Affluence | Boxscore |
| ------------ | ------------ | -------- | -------- | -------- | ---------------- | ------------ | --------- | -------- |
| 8 mars 2023  | 12:00        | Cuba     | 2-4      | Pays-Bas | Taichung Stadium | 3:07         | 6 501     | Boxscore |
| 8 mars 2023  | 19:00        | Panama   | 12-5     | Taïwan   | Taichung Stadium | 4:02         | 15 540    | Boxscore |
| 9 mars 2023  | 12:00        | Panama   | 1-3      | Pays-Bas | Taichung Stadium | 2:45         | 6 048     | Boxscore |
| 9 mars 2023  | 19:00        | Italie   | 6-3 (10) | Cuba     | Taichung Stadium | 3:43         | 6 217     | Boxscore |
| 10 mars 2023 | 12:30        | Cuba     | 13-4     | Panama   | Taichung Stadium | 4:09         | 7 023     | Boxscore |
| 10 mars 2023 | 19:00        | Italie   | 7-11     | Taïwan   | Taichung Stadium | 3:58         | 18 799    | Boxscore |
| 11 mars 2023 | 12:00        | Panama   | 2-0      | Italie   | Taichung Stadium | 2:57         | 7 732     | Boxscore |
| 11 mars 2023 | 19:00        | Pays-Bas | 5-9      | Taïwan   | Taichung Stadium | 3:34         | 18 826    | Boxscore |
| 12 mars 2023 | 12:00        | Taïwan   | 1-7      | Cuba     | Taichung Stadium | 3:21         | 18 852    | Boxscore |
| 12 mars 2023 | 19:00        | Pays-Bas | 1-7      | Italie   | Taichung Stadium | 3:00         | 4 985     | Boxscore |

### Poule B
| \| # \| Nations \| J \| V \| D \| PP \| PC \| DIFF \| % \| GB \| \| - \| ------------ \| - \| - \| - \| -- \| -- \| ---- \| ----- \| -- \| \| 1 \| Japon H \| 4 \| 4 \| 0 \| 38 \| 8 \| +30 \| 1.000 \| — \| \| 2 \| Australie \| 4 \| 3 \| 1 \| 29 \| 19 \| +10 \| .750 \| 1 \| \| 3 \| Corée du Sud \| 4 \| 2 \| 2 \| 40 \| 26 \| +14 \| .500 \| 2 \| \| 4 \| Rép. tchèque \| 4 \| 1 \| 3 \| 16 \| 30 \| -14 \| .250 \| 3 \| \| 5 \| Chine \| 4 \| 0 \| 4 \| 10 \| 50 \| -40 \| .000 \| 4 \| | Qualifiée pour les quarts de finale et pour la Classique mondiale de baseball 2026 Qualifiée pour la Classique mondiale de baseball 2026 |   |   |   |    |    |      |       |    |
| # | Nations | J | V | D | PP | PC | DIFF | %     | GB |
| 1 | Japon H | 4 | 4 | 0 | 38 | 8  | +30  | 1.000 | —  |
| 2 | Australie | 4 | 3 | 1 | 29 | 19 | +10  | .750  | 1  |
| 3 | Corée du Sud | 4 | 2 | 2 | 40 | 26 | +14  | .500  | 2  |
| 4 | Rép. tchèque | 4 | 1 | 3 | 16 | 30 | -14  | .250  | 3  |
| 5 | Chine | 4 | 0 | 4 | 10 | 50 | -40  | .000  | 4  |

| Date         | Heure locale | Visiteur     | Score    | Hôte         | Stade      | Temps de jeu | Affluence | Boxscore |
| ------------ | ------------ | ------------ | -------- | ------------ | ---------- | ------------ | --------- | -------- |
| 9 mars 2023  | 12:00        | Australie    | 8-7      | Corée du Sud | Tokyo Dome | 3:46         |           | Boxscore |
| 9 mars 2023  | 19:00        | Chine        | 1-8      | Japon        | Tokyo Dome | 3:41         | 41 616    | Boxscore |
| 10 mars 2023 | 12:00        | Rép. tchèque | 8-5      | Chine        | Tokyo Dome | 3:54         |           | Boxscore |
| 10 mars 2023 | 19:00        | Corée du Sud | 4-13     | Japon        | Tokyo Dome | 4:04         | 41 629    | Boxscore |
| 11 mars 2023 | 12:00        | Chine        | 2-12 (7) | Australie    | Tokyo Dome | 2:52         |           | Boxscore |
| 11 mars 2023 | 19:00        | Rép. tchèque | 2-10     | Japon        | Tokyo Dome | 3:26         | 41 637    | Boxscore |
| 12 mars 2023 | 12:00        | Rép. tchèque | 3-7      | Corée du Sud | Tokyo Dome | 2:55         |           | Boxscore |
| 12 mars 2023 | 19:00        | Japon        | 7-1      | Australie    | Tokyo Dome | 3:18         | 41 664    | Boxscore |
| 13 mars 2023 | 12:00        | Australie    | 8-3      | Rép. tchèque | Tokyo Dome | 3:04         |           | Boxscore |
| 13 mars 2023 | 19:00        | Corée du Sud | 22-2 (5) | Chine        | Tokyo Dome | 2:37         | 14 442    | Boxscore |

### Poule C
| \| # \| Nations \| J \| V \| D \| PP \| PC \| DIFF \| % \| GB \| \| - \| ------------ \| - \| - \| - \| -- \| -- \| ---- \| ---- \| -- \| \| 1 \| Mexique \| 4 \| 3 \| 1 \| 27 \| 14 \| +13 \| .750 \| — \| \| 2 \| États-Unis H \| 4 \| 3 \| 1 \| 26 \| 16 \| +10 \| .750 \| — \| \| 3 \| Canada \| 4 \| 2 \| 2 \| 27 \| 30 \| -3 \| .500 \| 1 \| \| 4 \| Royaume-Uni \| 4 \| 1 \| 3 \| 18 \| 31 \| -13 \| .250 \| 2 \| \| 5 \| Colombie \| 4 \| 1 \| 3 \| 12 \| 19 \| -5 \| .250 \| 2 \| | Qualifiée pour les quarts de finale et pour la Classique mondiale de baseball 2026 Qualifiée pour la Classique mondiale de baseball 2026 |   |   |   |    |    |      |      |    |
| # | Nations | J | V | D | PP | PC | DIFF | %    | GB |
| 1 | Mexique | 4 | 3 | 1 | 27 | 14 | +13  | .750 | —  |
| 2 | États-Unis H | 4 | 3 | 1 | 26 | 16 | +10  | .750 | —  |
| 3 | Canada | 4 | 2 | 2 | 27 | 30 | -3   | .500 | 1  |
| 4 | Royaume-Uni | 4 | 1 | 3 | 18 | 31 | -13  | .250 | 2  |
| 5 | Colombie | 4 | 1 | 3 | 12 | 19 | -5   | .250 | 2  |

| Date         | Heure locale | Visiteur    | Score    | Hôte        | Stade       | Temps de jeu | Affluence | Boxscore |
| ------------ | ------------ | ----------- | -------- | ----------- | ----------- | ------------ | --------- | -------- |
| 11 mars 2023 | 12:30        | Colombie    | 5-4 (10) | Mexique     | Chase Field | 3:24         | 28 497    | Boxscore |
| 11 mars 2023 | 19:00        | Royaume-Uni | 2-6      | États-Unis  | Chase Field | 2:54         | 29 650    | Boxscore |
| 12 mars 2023 | 12:00        | Royaume-Uni | 8-18 (7) | Canada      | Chase Field | 3:38         | 11 555    | Boxscore |
| 12 mars 2023 | 19:00        | Mexique     | 11-5     | États-Unis  | Chase Field | 3:41         | 47 534    | Boxscore |
| 13 mars 2023 | 12:00        | Colombie    | 5-7      | Royaume-Uni | Chase Field | 3:50         | 10 416    | Boxscore |
| 13 mars 2023 | 19:00        | Canada      | 1-12 (7) | États-Unis  | Chase Field | 2:20         | 29 621    | Boxscore |
| 14 mars 2023 | 12:00        | Canada      | 5-0      | Colombie    | Chase Field | 2:48         | 10 571    | Boxscore |
| 14 mars 2023 | 19:00        | Royaume-Uni | 1-2      | Mexique     | Chase Field | 3:05         | 17 705    | Boxscore |
| 15 mars 2023 | 12:00        | Mexique     | 10-3     | Canada      | Chase Field | 3:31         | 17 245    | Boxscore |
| 15 mars 2023 | 19:00        | États-Unis  | 3-2      | Colombie    | Chase Field | 3:02         | 29 586    | Boxscore |

### Poule D
| \| # \| Nations \| J \| V \| D \| PP \| PC \| DIFF \| % \| GB \| \| - \| ---------------- \| - \| - \| - \| -- \| -- \| ---- \| ----- \| -- \| \| 1 \| Venezuela \| 4 \| 4 \| 0 \| 23 \| 9 \| +14 \| 1.000 \| — \| \| 2 \| Porto Rico \| 4 \| 3 \| 1 \| 30 \| 12 \| +18 \| .750 \| 1 \| \| 3 \| Rép. dominicaine \| 4 \| 2 \| 2 \| 19 \| 11 \| +8 \| .500 \| 2 \| \| 4 \| Israël \| 4 \| 1 \| 3 \| 4 \| 26 \| -22 \| .250 \| 3 \| \| 5 \| Nicaragua \| 4 \| 0 \| 4 \| 4 \| 22 \| -18 \| .000 \| 4 \| | Qualifiée pour les quarts de finale et pour la Classique mondiale de baseball 2026 Qualifiée pour la Classique mondiale de baseball 2026 |   |   |   |    |    |      |       |    |
| # | Nations | J | V | D | PP | PC | DIFF | %     | GB |
| 1 | Venezuela | 4 | 4 | 0 | 23 | 9  | +14  | 1.000 | —  |
| 2 | Porto Rico | 4 | 3 | 1 | 30 | 12 | +18  | .750  | 1  |
| 3 | Rép. dominicaine | 4 | 2 | 2 | 19 | 11 | +8   | .500  | 2  |
| 4 | Israël | 4 | 1 | 3 | 4  | 26 | -22  | .250  | 3  |
| 5 | Nicaragua | 4 | 0 | 4 | 4  | 22 | -18  | .000  | 4  |

| Date         | Heure locale | Visiteur         | Score    | Hôte             | Stade          | Temps de jeu | Affluence | Boxscore |
| ------------ | ------------ | ---------------- | -------- | ---------------- | -------------- | ------------ | --------- | -------- |
| 11 mars 2023 | 12:00        | Nicaragua        | 1-9      | Porto Rico       | LoanDepot Park | 2:44         | 35 399    | Boxscore |
| 11 mars 2023 | 19:00        | Rép. dominicaine | 1-5      | Venezuela        | LoanDepot Park | 3:19         | 35 890    | Boxscore |
| 12 mars 2023 | 12:00        | Nicaragua        | 1-3      | Israël           | LoanDepot Park | 2:50         | 19 955    | Boxscore |
| 12 mars 2023 | 19:00        | Venezuela        | 9-6      | Porto Rico       | LoanDepot Park | 3:36         | 35 615    | Boxscore |
| 13 mars 2023 | 12:00        | Rép. dominicaine | 6-1      | Nicaragua        | LoanDepot Park | 3:09         | 31 696    | Boxscore |
| 13 mars 2023 | 19:00        | Israël           | 0-10 (8) | Porto Rico       | LoanDepot Park | 2:30         | 27 813    | Boxscore |
| 14 mars 2023 | 12:00        | Nicaragua        | 1-4      | Venezuela        | LoanDepot Park | 2:53         | 21 873    | Boxscore |
| 14 mars 2023 | 19:00        | Israël           | 0-10 (7) | Rép. dominicaine | LoanDepot Park | 2:44         | 33 307    | Boxscore |
| 15 mars 2023 | 12:00        | Venezuela        | 5-1      | Israël           | LoanDepot Park | 2:47         | 18 277    | Boxscore |
| 15 mars 2023 | 19:00        | Porto Rico       | 5-2      | Rép. dominicaine | LoanDepot Park | 3:13         | 36 025    | Boxscore |

## Phase finale

### Tableau
|  | Quarts de finale | Quarts de finale | Quarts de finale | Quarts de finale |            |            | Demi-finales | Demi-finales | Demi-finales | Demi-finales |  |  | Finale       | Finale       | Finale       | Finale       |
|  |                  |                  |                  |                  |            |            |              |              |              |              |  |  |              |              |              |              |
|  | 15 mars 2023     | 15 mars 2023     | 15 mars 2023     | 15 mars 2023     |            |            | 19 mars 2023 | 19 mars 2023 | 19 mars 2023 | 19 mars 2023 |  |  | 21 mars 2023 | 21 mars 2023 | 21 mars 2023 | 21 mars 2023 |
|  | 15 mars 2023     | 15 mars 2023     | 15 mars 2023     | 15 mars 2023     |            |            | 19 mars 2023 | 19 mars 2023 | 19 mars 2023 | 19 mars 2023 |  |  | 21 mars 2023 | 21 mars 2023 | 21 mars 2023 | 21 mars 2023 |
|  | B2               | Australie        | 3                | 3                |            |            | 19 mars 2023 | 19 mars 2023 | 19 mars 2023 | 19 mars 2023 |  |  | 21 mars 2023 | 21 mars 2023 | 21 mars 2023 | 21 mars 2023 |
|  | B2               | Australie        | 3                | 3                |            |            | 19 mars 2023 | 19 mars 2023 | 19 mars 2023 | 19 mars 2023 |  |  | 21 mars 2023 | 21 mars 2023 | 21 mars 2023 | 21 mars 2023 |
|  | A1               | Cuba             | 4                | 4                |            |            | 19 mars 2023 | 19 mars 2023 | 19 mars 2023 | 19 mars 2023 |  |  | 21 mars 2023 | 21 mars 2023 | 21 mars 2023 | 21 mars 2023 |
|  | A1               | Cuba             | 4                | 4                | Cuba       | Cuba       | 2            | 2            |              |              |  |  | 21 mars 2023 | 21 mars 2023 | 21 mars 2023 | 21 mars 2023 |
|  | 18 mars 2023     |                  |                  |                  | Cuba       | Cuba       | 2            | 2            |              |              |  |  | 21 mars 2023 | 21 mars 2023 | 21 mars 2023 | 21 mars 2023 |
|  |                  |                  | États-Unis       | États-Unis       | 14         | 14         |              |              |              |              |  |  | 21 mars 2023 | 21 mars 2023 | 21 mars 2023 | 21 mars 2023 |
|  | C2               | États-Unis       | États-Unis       | États-Unis       | 14         | 14         | 9            | 9            |              |              |  |  | 21 mars 2023 | 21 mars 2023 | 21 mars 2023 | 21 mars 2023 |
|  | C2               | États-Unis       | 20 mars 2023     |                  |            |            | 9            | 9            |              |              |  |  | 21 mars 2023 | 21 mars 2023 | 21 mars 2023 | 21 mars 2023 |
|  | D1               | Venezuela        | 7                | 7                |            |            |              |              |              |              |  |  | 21 mars 2023 | 21 mars 2023 | 21 mars 2023 | 21 mars 2023 |
|  | D1               | Venezuela        | 7                | 7                | États-Unis | États-Unis | 2            | 2            |              |              |  |  |              |              |              |              |
|  | 17 mars 2023     |                  |                  |                  | États-Unis | États-Unis | 2            | 2            |              |              |  |  |              |              |              |              |
|  |                  |                  | Japon            | Japon            | 3          | 3          |              |              |              |              |  |  |              |              |              |              |
|  | A2               | Porto Rico       | Japon            | Japon            | 3          | 3          | 4            | 4            |              |              |  |  |              |              |              |              |
|  | A2               | Porto Rico       |                  |                  |            |            |              |              |              |              |  |  |              |              |              |              |
|  | B1               | Mexique          | 5                | 5                |            |            |              |              |              |              |  |  |              |              |              |              |
|  | B1               | Mexique          | 5                | 5                | Mexique    | Mexique    | 5            | 5            |              |              |  |  |              |              |              |              |
|  | 16 mars 2023     |                  |                  |                  | Mexique    | Mexique    | 5            | 5            |              |              |  |  |              |              |              |              |
|  |                  |                  | Japon            | Japon            | 6          | 6          |              |              |              |              |  |  |              |              |              |              |
|  | D2               | Italie           | Japon            | Japon            | 6          | 6          | 3            | 3            |              |              |  |  |              |              |              |              |
|  | D2               | Italie           |                  |                  |            |            |              | 3            |              |              |  |  |              |              |              |              |
|  | C1               | Japon            | 9                | 9                |            |            |              |              |              |              |  |  |              |              |              |              |
|  | C1               | Japon            | 9                | 9                |            |            |              |              |              |              |  |  |              |              |              |              |
|  |                  |                  |                  |                  |            |            |              |              |              |              |  |  |              |              |              |              |

### Quarts de finale
| Date         | Heure locale | Visiteur   | Score | Hôte      | Stade          | Temps de jeu | Affluence | Boxscore |
| ------------ | ------------ | ---------- | ----- | --------- | -------------- | ------------ | --------- | -------- |
| 15 mars 2023 | 19:00        | Australie  | 3-4   | Cuba      | Tokyo Dome     | 3:24         | 35 061    | Boxscore |
| 16 mars 2023 | 19:00        | Italie     | 3-9   | Japon     | Tokyo Dome     | 3:24         | 41 723    | Boxscore |
| 17 mars 2023 | 19:00        | Porto Rico | 4-5   | Mexique   | LoanDepot Park | 3:17         | 35 817    | Boxscore |
| 18 mars 2023 | 19:00        | États-Unis | 9-7   | Venezuela | LoanDepot Park | 3:46         | 35 792    | Boxscore |

### Demi-finale
| Date         | Heure locale | Visiteur | Score | Hôte       | Stade          | Temps de jeu | Affluence | Boxscore |
| ------------ | ------------ | -------- | ----- | ---------- | -------------- | ------------ | --------- | -------- |
| 19 mars 2023 | 19:00        | Cuba     | 2-14  | États-Unis | LoanDepot Park | 3:28         | 35 779    | Boxscore |
| 20 mars 2023 | 19:00        | Mexique  | 5-6   | Japon      | LoanDepot Park | 3:36         | 35 933    | Boxscore |

### Finale
| États-Unis | 0 | 1 | 0 | 0 | 0 | 0 | 0 | 1 | 0 | 2 | 9 | 0 |
| Japon | 0 | 2 | 0 | 1 | 0 | 0 | 0 | 0 | X | 3 | 5 | 0 |
| Lanceurs partants : USA : Merrill Kelly JPN : Shōta Imanaga Vic. : Shōta Imanaga (1-0) Déf. : Merrill Kelly (0-1) Sauv. : Shohei Ohtani (1) HRs : USA : Trea Turner (5), Kyle Schwarber (2) JPN : Munetaka Murakami (1), Kazuma Okamoto (2) |   |   |   |   |   |   |   |   |   |   |   |   |

| Champion du monde - Classique mondiale 2023 Japon 3e titre |

## Classement final
| Place              | Équipe           | Parcours         |
| ------------------ | ---------------- | ---------------- |
| Médaille d'or      | Japon            | Vainqueur        |
| Médaille d'argent  | États-Unis       | Finaliste        |
| Médaille de bronze | Mexique          | Demi-finale      |
| 4                  | Cuba             | Demi-finale      |
| 5                  | Venezuela        | Quarts de finale |
| 6                  | Porto Rico       | Quarts de finale |
| 7                  | Australie        | Quarts de finale |
| 8                  | Italie           | Quarts de finale |
| 9                  | Rép. dominicaine | Phase de groupes |
| 10                 | Pays-Bas         | Phase de groupes |
| 11                 | Panama           | Phase de groupes |
| 12                 | Canada           | Phase de groupes |
| 13                 | Corée du Sud     | Phase de groupes |
| 14                 | Taïwan           | Phase de groupes |
| 15                 | Colombie         | Phase de groupes |
| 16                 | Israël           | Phase de groupes |
| 17                 | Rép. tchèque     | Phase de groupes |
| 18                 | Royaume-Uni      | Phase de groupes |
| 19                 | Nicaragua        | Phase de groupes |
| 20                 | Chine            | Phase de groupes |

## Équipe de la Classique mondiale de baseball 2023
| Position | Joueur           |
| -------- | ---------------- |
| C        | Salvador Pérez   |
| 1B       | Yu Chang         |
| 2B       | Javier Báez      |
| 3B       | Yoan Moncada     |
| SS       | Trea Turner      |
| OF       | Randy Arozarena  |
| OF       | Mike Trout       |
| OF       | Masataka Yoshida |
| DH       | Shohei Ohtani    |
| P        | Shohei Ohtani    |
| P        | Miguel Romero    |
| P        | Patrick Sandoval |

Source : espn.com

## MVP

### Phase de groupes
- Poule A -  Yu Chang
- Poule B -  Shohei Ohtani
- Poule C -  Randy Arozarena
- Poule D -  Salvador Pérez

### Phase finale
- Shohei Ohtani